# Копљевићи (Мркоњић Град)
Копљевићи су насељено мјесто у општини Мркоњић Град, Република Српска, БиХ. Према попису становништва из 1991. у насељу је живјело 489 становника.

## Географија
Налазе се на 564 метра надморске висине.

## Становништво
Према службеном попису становништва из 1991. године, Копљевићи су имали 489 становника. Срби су чинили око 98% од укупног броја становника.
| Националност       | 1991. | 1981. | 1971. | 1961. |
| Срби               | 481   | 506   | 531   | 567   |
| Југословени        | 7     |       | 2     |       |
| Хрвати             | 1     |       | 3     | 3     |
| остали и непознато |       |       | 3     |       |
| Укупно             | 489   | 506   | 539   | 570   |